# Gabriele Wirth
Gabriele Wirth (* 2. Juni 1943 in Bautzen) ist eine deutsche Politikerin (SPD) und ehemaliges Mitglied des Sächsischen Landtages.

## Leben
Nach der Grundschule besuchte Gabriele Wirth die erweiterte sorbische Oberschule in Kleinwelka, wo sie ihr Abitur ablegte. Von 1962 bis 1964 machte sie eine Berufsausbildung zur Zahntechnikerin. Es folgte ein Studium der Zahnmedizin in Leipzig mit dem Staatsexamen im Jahr 1969. 1972 erfolgte die Promotion A. Danach machte Frau Wirth eine Ausbildung zur Fachärztin für allgemeine Stomatologie. Seit 1970 ist sie berufstätig, in der Poliklinik und in der staatlichen Zahnarztpraxis. Seit 1979 ist sie Betriebszahnärztin.
Frau Wirth ist evangelisch, verheiratet und hat zwei Kinder.

## Politik
Gabriele Wirth ist seit Februar 1990 Mitglied der SDP. Sie war stellvertretende Vorsitzende im Ortsverband Bischofswerda. Außerdem war sie Kreisrätin beim Kreistag des Landkreises Bischofswerda.
Im Oktober 1990 zog Frau Wirth über die Landesliste der SPD Sachsen in den Sächsischen Landtag ein, dem sie für eine Wahlperiode bis 1994 angehörte. Dort war sie Mitglied im Ausschuss für Bundes- und Europaangelegenheiten sowie im Ausschuss für Landwirtschaft, Ernährung und Forsten.

## Belege
- Klaus-Jürgen Holzapfel (Hrsg.): Sächsischer Landtag: 1. Wahlperiode, 1990–1994; Volkshandbuch. NDV Neue Darmstädter Verlagsanstalt, Rheinbreitbach 1991, ISBN 3-87576-265-7. S. 70 (Ausschüsse: S. 84 u. 89). (Stand Mai 1991)

| Personendaten    | Personendaten                                  |
| ---------------- | ---------------------------------------------- |
| NAME             | Wirth, Gabriele                                |
| KURZBESCHREIBUNG | deutsche Zahnärztin und Politikerin (SPD), MdL |
| GEBURTSDATUM     | 2. Juni 1943                                   |
| GEBURTSORT       | Bautzen                                        |